# Lord Kemy
 (septembre 2011).
Lord Kemy (né Kemy Massandouno en 1976) est un artiste de hip-hop/dancehall originaire de Guinée (Afrique de l'Ouest). 

## Biographie
Lord Kemy est né en 1976 en Roumanie d'une mère roumaine et d'un père guinéen. Sa musique se distingue par un mélange de rythmes Hip-hop, Dancehall et de vibes Reggae. Lord Kemy est auteur et interprète. Son style musical n’a  cessé d’évoluer et de se remodeler au fil des années. Il est le leader et fondateur du groupe Leg Def (Legitim' Defense) qui est l'un des tout premiers groupes de rap en Guinée en 1995. Il mène aussi une carrière Solo en parallèle à sa carrière en tant que membre du groupe Leg Def avec sa jeune sœur Lady Lu. Il a plusieurs fois été récompensé pour son travail, aussi bien dans son pays d'origine que sur la scène internationale. Une des plus importantes récompenses est le Trophée « Kora Awards du Meilleur Groupe Ragga d’Afrique », remporté en décembre 2005 à Durban (Afrique du Sud) avec son groupe Leg Def.
Excellent parolier, il manie aussi bien le chant que le rap, ce qui le distingue de la grande majorité des rappeurs dits « underground ». Les sujets qu’il aborde sont aussi divers et variés que son style musical, tantôt simplement divertissants, tantôt profondément réfléchis. Il aborde les différents problèmes de société avec humour ou sur un ton ironique et accorde une grande place aux différentes facettes des relations humaines. 
C'est un Rappeur au profile plutôt "atypique", puisqu'il possède un diplôme universitaire en Droit, de la prestigieuse Université La Sorbonne à Paris.
En tant qu'artiste, il est très perfectionniste et sélectif dans ses choix (notamment en matière de collaboration), et il privilégie la qualité à la quantité dans toutes ses réalisations (albums, concerts, interviews, etc.)
Il incarne une certaine marque de qualité pour la jeunesse artistique de la Guinée, et ses vidéoclips ont toujours été sans conteste les produits les plus aboutis sur le plan de la qualité artistique (réalisation, qualité d'image, innovation, etc.), peu importe le goût musical que l'on a.

## Débuts
Lord Kemy est très vite attiré par le rap, qui est le mode d’expression favori des jeunes au début des années 1990. C’est à cette période qu’il commence à rapper à Conakry (Guinée), et son talent se fait très vite remarquer sur la toute nouvelle scène Hip Hop Guinéenne. Il remporte un concours de rap à l’âge de 14 ans et se fait remarquer par PSI (Public Services International) qui recherchait alors un jeune porte-parole dans le cadre de la lutte contre le VIH/Sida. PSI lui proposera d’enregistrer un Single sur le thème de la sensibilisation des jeunes sur les MST et le Sida en particulier. Le titre « Stop au Sida » deviendra le tout premier clip de rap Guinéen en 1993.

## Évolution
Après 3 années de carrière solo, les groupes étant alors la tendance dans le milieu Hip Hop, il crée le groupe Legitim’ Defense en 1995 avec sa jeune sœur et des amis d’enfance. À l’époque de la création du groupe, le rap étant très « underground » et revendicatif, le nom « Legitim’ Defense » était un hommage aux pionniers de la « Négritude ». Le premier mode d'expression de ces combattants des droits des peuples noirs était le journal, le plus célèbre s’intitulait " Légitime défense " qui a été publié le 1er juin 1932, et fut interdit le jour même, à cause de sa virulence politique. En prenant ce nom chargé de sens, le groupe revendiquait symboliquement sa liberté d’expression.
En 1998, le groupe est composé de Lord Kemy et de sa jeune sœur, Lady Lu, et le nom est contracté en « Leg Def ». Le groupe sortira 4 albums entre 1996 et 2008, dont les 3 derniers seront produits par Lord Kemy lui-même. Il est le principal auteur de la grande majorité des titres de ces albums.
Son talent et son style musical très riche et particulier assurent un franc succès à tous ses albums, bien au-delà des frontières Guinéennes, et il acquiert bien vite une reconnaissance dans toute l’Afrique de l’Ouest et Francophone dès 1996, notamment avec la très large diffusion du vidéoclip « Bakouti », extrait du premier album du groupe, sur la chaîne de télévision Française MCM Africa. Les ventes de ce premier album dépassent les 100 000 exemplaires dès les premiers mois !
Véritable globe-trotter, Lord Kemy sera présent sur plusieurs scènes européennes, notamment en France (où il réside plusieurs années pour ses études de Droit à La Sorbonne), mais aussi à Londres (Angleterre), à Lausanne, Bienne et Genève (Suisse), etc.

## Carrière solo
Depuis 2007, Lord Kemy s’est installé à Montréal (Canada) et a entamé une nouvelle carrière solo comme à ses débuts. Il a sorti son tout premier Album Solo, intitulé « Mauvaises Langues », le 1er septembre 2010.
Le groupe Leg Def existe toujours, mais Lord Kemy souhaite, avec cette « nouvelle » expérience qu’il vit parallèlement au groupe, exprimer de façon plus personnelle toute la maturité qu’il a acquise, aussi bien sur le plan artistique que sur le plan personnel.
Sur son premier album solo qui compte 14 titres, il a collaboré avec de nombreux talents, et a plusieurs titres en featuring avec Lady Lu, sa jeune sœur et second membre du groupe LegDef. L’album est en Français, avec certains titres bilingues Français-Anglais. 
L'expérience semble avoir été positive, puisque Lord Kemy prépare un deuxième album solo pour 2012.

## Label
Lord Kemy a déjà 4 albums à son actif en 2011, dont les 3 derniers produits sous son propre Label « LegDef Produkt ». Le nom LegDef fait référence au nom de son groupe. Pour l’instant le label n’est destiné qu’à la production de ses albums et ceux de son groupe.

## Discographie

### 2011: Never let you down (single)
Never Let You Down

### 2010: Mauvaises langues (album de 14 titres)
1. My Music
2. Material Girl
3. Mauvaises Langues
4. Dancehall Attitude
5. Ghetto Soldats
6. Guns Down
7. Inégalités
8. Dancehall Queen
9. African Style
10. Watch out
11. Vas-y Parle!
12. Ne Pars Pas
13. Femmes de Guinée
14. Matériel guinè

### 2004: Bougé Ba (album de 12 titres)
1. Bougé Ba
2. Générations
3. Walou
4. Moukha Faré
5. Conakry MC
6. Killah Style
7. Bakouti Remix
8. Respekt
9. Quartier guinè
10. Nansé rabakhi
11. Some them

### 1998: La force tranquille (album de 14 titres)
1. Ya Woli
2. La Force tranquille
3. Enfants d’Afrique
4. Sonorités
5. N’Boré
6. Guerriers sacrés
7. L’Impure
8. La Cible
9. Rap Sabar
10. Check ça

### 1996: Bakouti (album de 12 titres)
1. Bakouti
2. Djembe don
3. Garba
4. Watcha Girl
5. Bonga
6. I Say Jah
7. Foniké
8. Debo
9. Magbana
10. Nöndi
11. Eh N’Na
12. Africa

## Nominations & Récompenses
- 2011: Vidéoclip « Dancehall Attitude » nommé dans la catégorie "Voters' Choice" des MOAMAS (Museke Online African Music Awards)
- 2010 : Vidéoclips « Dancehall Attitude » et « Material Girl » classés no 1 dans les palmarès « MBOA URBAN 15 » et « MBOA HITS 30» par les téléspectateurs de la chaîne télé MBOA TV France de juillet à septembre 2010.
- 2005 : Nommé dans deux catégories lors de la 10e édition de la cérémonie des Kora Awards en décembre 2005 à Durban, Afrique du Sud, « Meilleur groupe d’Afrique de l’Ouest » et « Meilleur groupe africain Ragga & Reggae »[1]. Gagnant du Trophée Kora du « Meilleur groupe Ragga d’Afrique » le 4 décembre 2005[2].
- 2004 : Sortie de l’album « Bougé Ba » avec 20 000 cassettes écoulées dès la première semaine en Guinée et le titre « Bougé Ba » est élu tube de l’été et gagne dans la foulée le prix du « Meilleur clip Hip Hop Guinéen » lors de la Cérémonie des K7 D’Or.
- 1997 : Meilleur groupe guinéen Hip Hop/Ragga.
- 1996 : Prix du « Meilleur groupe guinéen de Rap de 1990-1996 » décerné par le Ministère guinéen de la Communication et de la Culture.
- 1995 : Prix Promotion Vichy du « Rappeur de l’Année » décerné à Ice Kemy
- 1994 : K7 D’OR du Meilleur Vidéo Clip Hip Hop Guinéen
- 1993 : Prix du « Meilleur artiste masculin », catégorie Rap guinéen et Prix « Découverte » décerné à Kemy.